# Munger (huyện)
Huyện Munger là một huyện thuộc bang Bihar, Ấn Độ. Thủ phủ huyện Munger đóng ở Munger. Huyện Munger có diện tích 1419 ki lô mét vuông. Đến thời điểm năm 2001, huyện Munger có dân số 1135499 người.